# Witold Szaniawski
Witold Szaniawski (ur. 19 marca 1917 w Warszawie, zm. 18 września 2003) – podpułkownik Wojska Polskiego. Współorganizator obwodu Armii Krajowej „Rajski Ptak”, dowódca II „Nadbużańskiego” dywizjonu 7 pułku Ułanów Lubelskich AK oraz komendant Ośrodka III – Wyszków.

## Życiorys
Urodził się w rodzinie szlacheckiej herbu Junosza (dziadkowie jego gospodarowali w majątku Babice koło Lutomierska, a ojciec, Feliks, był właścicielem majątku Świtycze koło Wysokiego Litewskiego). W 1936 roku zdał maturę w Gimnazjum Księży Marianów na warszawskich Bielanach, a w latach 1937–1939 był uczniem Szkoły Podchorążych Kawalerii w Grudziądzu. W tym samym roku został przydzielony do 7 pułku Ułanów Lubelskich im. gen. Kazimierza Sosnkowskiego w Mińsku Mazowieckim. W kampanii wrześniowej był dowódcą I plutonu w 2 szwadronie tej jednostki jazdy. Walczył m.in. pod Szczukami i Suchowolą. Po rozbiciu Mazowieckiej Brygady Kawalerii w nocnej bitwie pod Suchowolą z 23 na 24 września 1939 roku powrócił do Mińska Mazowieckiego.
Podczas okupacji działał w konspiracji. W połowie października 1939 roku otrzymał posadę leśniczego w Osinach w gminie Somianka. Jednocześnie, pod pseudonimem „Luśnia”, pełnił funkcję komendanta Ośrodka III – Wyszków Obwodu „Rajski Ptak” Okręgu „Białowieża”. Był inicjatorem i współtwórcą konspiracyjnego 7 pułku ułanów w Armii Krajowej pod kryptonimem „Jeleń”, w którym był dowódcą II „Nadbużańskiego” dywizjonu 7 pułku Ułanów Lubelskich (tworzonego przez dwa szwadrony – 2 i 5, na terenie Ośrodka Wyszków). Był uczestnikiem akcji „Burza”.
W roku 1944 został wywieziony do ZSRR, następnie wstąpił do 4 Zapasowego pułku kawalerii w Hrubieszowie. W walkach z UPA nad Sołokiją pod Bełzem został ranny. Aresztowany najpierw przez NKWD, a 15 kwietnia 1945 roku przez UB, został skazany wyrokiem sądu na karę śmierci, zamienioną następnie na 10 lat więzienia. W latach 1945–1954 był więźniem Wronek. W okresie od 1954 do 1986 roku był pracownikiem „Inco-Veritas”. Został zrehabilitowany w 1994 roku.
Od 1999 roku, przez jedną kadencję, Witold Szaniawski był członkiem (sekretarzem) Kapituły Orderu Wojennego Virtuti Militari, był również przewodniczącym Koła Żołnierzy 7 Pułku Ułanów Lubelskich w Warszawie oraz Honorowym Prezesem Towarzystwa Pamięci 7 Pułku Ułanów Lubelskich w Mińsku Mazowieckim.
Pochowany został na Cmentarzu Powązkowskim w Warszawie 29 września 2003 roku.

## Ordery i odznaczenia
- Krzyż Komandorski Orderu Odrodzenia Polski (1999)[4],
- Krzyż Srebrny Orderu Virtuti Militari nr 13129[5]
- Złoty Krzyż Zasługi z Mieczami,
- Krzyż Walecznych,
- Krzyż Partyzancki,
- Krzyż Kampanii Wrześniowej,
- Medal Wojska Polskiego,
- Medal „Za udział w wojnie obronnej 1939”;
- Srebrny Krzyż Zasługi z Mieczami,
- Krzyż Armii Krajowej.

Źródło:.

## Upamiętnienie
W 1996 roku Witold Szaniawski otrzymał Honorowe Obywatelstwo Mińska Mazowieckiego.
Uchwałą Rady Miejskiej w Wyszkowie z 25 czerwca 2009 roku, na wniosek Kapituły Orderu Wojennego Virtuti Militari, rondo na skrzyżowaniu ul. Pułtuskiej i al. Marszałka J. Piłsudskiego w Wyszkowie nosi imię podpułkownika Witolda Szaniawskiego.